# Coppa CERS 2010-2011
La Coppa CERS 2010-2011 è stata la 31ª edizione dell'omonima competizione europea di hockey su pista riservata alle squadre di club. Il torneo ha avuto inizio il 20 novembre 2010 e si è concluso l'8 maggio 2011 con la disputa delle final four a Vilanova i la Geltrú.
Il titolo è stato conquistato dai portoghesi del Benfica per la seconda volta nella loro storia sconfiggendo in finale gli spagnoli del Vilanova.
In quanto squadra vincitrice il Benfica ha ottenuto anche il diritto di partecipare alla Coppa Continentale 2011-2012.

## Squadre partecipanti
| Nazione     | Club             | Città                  | Qualificazione                                      |
| ----------- | ---------------- | ---------------------- | --------------------------------------------------- |
| Austria     | Dornbirn         | Dornbirn               | 1º nel campionato austriaco 2010                    |
| Francia     | La Vendéenne     | La Roche-sur-Yon       | 4º in Nationale 1 2009-2010                         |
| Francia     | Mérignac         | Mérignac               | 5º in Nationale 1 2009-2010                         |
| Francia     | Quévert          | Quévert                | 2º in Nationale 1 2009-2010                         |
| Francia     | Saint-Brieuc     | Saint-Brieuc           | 6º in Nationale 1 2009-2010                         |
| Germania    | Darmstadt        | Darmstadt              | 5º in Rollhockey-Bundesliga 2009-2010               |
| Germania    | Iserlohn         | Iserlohn               | 2º in Rollhockey-Bundesliga 2009-2010               |
| Germania    | Walsum           | Duisburg               | 3º in Rollhockey-Bundesliga 2009-2010               |
| Germania    | Weil             | Weil am Rhein          | 4º in Rollhockey-Bundesliga 2009-2010               |
| Inghilterra | Herne Bay United | Herne Bay              | 1º in Roller Hockey Premier League 2009-2010        |
| Inghilterra | Middlesbrough    | Middlesbrough          | 2º in Roller Hockey Premier League 2009-2010        |
| Italia      | AFP Giovinazzo   | Giovinazzo             | 6º in Serie A1 2009-2010, quarti di finale play-off |
| Italia      | Amatori Lodi     | Lodi                   | 3º in Serie A1 2009-2010, semifinali play-off       |
| Italia      | Sarzana          | Sarzana                | 8º in Serie A1 2009-2010, quarti di finale play-off |
| Italia      | Seregno          | Seregno                | 10º in Serie A1 2009-2010                           |
| Portogallo  | Benfica          | Lisbona                | 5º in 1ª Divisão 2009-2010                          |
| Portogallo  | Braga            | Braga                  | 8º in 1ª Divisão 2009-2010                          |
| Portogallo  | Fisica           | Torres Vedras          | 6º in 1ª Divisão 2009-2010                          |
| Portogallo  | Oliveirense      | Oliveira de Azeméis    | 3º in 1ª Divisão 2009-2010                          |
| Spagna      | Lloret           | Lloret de Mar          | 5º in OK Liga 2009-2010                             |
| Spagna      | Igualada         | Igualada               | 10º in OK Liga 2009-2010                            |
| Spagna      | PAS Alcoy        | Alcoy                  | 11º in OK Liga 2009-2010                            |
| Spagna      | Tenerife         | Santa Cruz de Tenerife | 8º in OK Liga 2009-2010                             |
| Spagna      | Vilanova         | Vilanova i la Geltrú   | 6º in OK Liga 2009-2010                             |
| Svizzera    | Diessbach        | Diessbach bei Büren    | 2º in Lega Nazionale A 2009-2010                    |
| Svizzera    | Thunerstern      | Thun                   | 3º in Lega Nazionale A 2009-2010                    |
| Svizzera    | Wimmis           | Wimmis                 | 4º in Lega Nazionale A 2009-2010                    |

## Risultati

### Primo turno
| Squadra 1        | Totale | Squadra 2     | Andata | Ritorno |
| ---------------- | ------ | ------------- | ------ | ------- |
| Braga            | 32 - 2 | Middlesbrough | 19 - 1 | 13 - 1  |
| Diessbach        | 11 - 6 | Walsum        | 6 - 4  | 2 - 5   |
| Dornbirn         | 3 - 17 | Mérignac      | 1 - 8  | 2 - 9   |
| Herne Bay United | 2 - 16 | Lloret        | 2 - 6  | 0 - 10  |
| La Vendéenne     | 4 - 3  | Iserlohn      | 3 - 1  | 1 - 2   |
| PAS Alcoy        | 6 - 7  | Seregno       | 2 - 0  | 4 - 7   |
| Quévert          | 3 - 11 | Fisica        | 1 - 3  | 2 - 8   |
| Tenerife         | 12 - 4 | Sarzana       | 5 - 1  | 7 - 3   |
| Thunerstern      | 2 - 10 | Amatori Lodi  | 1 - 2  | 1 - 8   |
| Weil             | 1 - 9  | Saint-Brieuc  | 0 - 4  | 1 - 5   |
| Wimmis           | 9 - 5  | Darmstadt     | 5 - 1  | 4 - 4   |

### Ottavi di finale
| Squadra 1      | Totale  | Squadra 2    | Andata | Ritorno |
| -------------- | ------- | ------------ | ------ | ------- |
| AFP Giovinazzo | 11 - 8  | Diessbach    | 6 - 3  | 5 - 5   |
| Benfica        | 12 - 11 | Amatori Lodi | 7 - 4  | 5 - 7   |
| Braga          | 22 - 11 | Mérignac     | 15 - 5 | 7 - 6   |
| Igualada       | 3 - 6   | Oliveirense  | 2 - 2  | 1 - 4   |
| Saint-Brieuc   | 12 - 6  | La Vendéenne | 7 - 2  | 5 - 4   |
| Seregno        | 4 - 13  | Vilanova     | 2 - 9  | 2 - 4   |
| Tenerife       | 7 - 10  | Lloret       | 2 - 3  | 5 - 7   |
| Wimmis         | 3 - 21  | Fisica       | 1 - 6  | 2 - 15  |

### Quarti di finale
| Squadra 1    | Totale | Squadra 2      | Andata | Ritorno |
| ------------ | ------ | -------------- | ------ | ------- |
| Benfica      | 12 - 3 | Lloret         | 6 - 0  | 6 - 3   |
| Fisica       | 13 - 6 | AFP Giovinazzo | 6 - 3  | 7 - 3   |
| Oliveirense  | 8 - 9  | Vilanova       | 7 - 4  | 1 - 5   |
| Saint-Brieuc | 6 - 15 | Braga          | 5 - 9  | 1 - 6   |

### Final Four
Le Final Four della manifestazione si sono disputate presso il Pavelló de les Casernes a Vilanova i la Geltrú dal 7 all'8 maggio 2011.
|  | Semifinali | Semifinali | Semifinali |          |         | Finale  | Finale | Finale |  |
|  |            |            |            |          |         |         |        |        |  |
|  | Benfica    | Benfica    | 4          |          |         |         |        |        |  |
|  | Benfica    | Benfica    | 4          |          |         |         |        |        |  |
|  | Fisica     | Fisica     | 1          |          |         |         |        |        |  |
|  | Fisica     | Fisica     | 1          |          | Benfica | Benfica | 6      |        |  |
|  |            |            |            |          | Benfica | Benfica | 6      |        |  |
|  |            |            | Vilanova   | Vilanova | 4       |         |        |        |  |
|  | Braga      | Braga      | Vilanova   | Vilanova | 4       | 3       |        |        |  |
|  | Braga      | Braga      |            |          |         |         |        |        |  |
|  | Vilanova   | Vilanova   | 5          |          |         |         |        |        |  |